# Richard Rogers
Richard George Rogers, hiệu Nam tước Riverside, (sinh ngày 23 tháng 7 năm 1933 tại Florence, Italia - Ngày 18 tháng 12 năm 2021) là một kiến trúc sư Hiện đại người Anh. Các công trình của ông đi theo chủ nghĩa công năng với phong cách High-tech. Ông được tặng thưởng giải thưởng Pritzker, giải thưởng cao nhất của kiến trúc thế giới năm 2007
Ông theo học tại trường Kiến trúc London (Anh), sau đó tốt nghiệp khoa kiến trúc Đại học Yale, (Mỹ) năm 1962. Tại đây, Rogers kết bạn với bạn học là Norman Foster. Sau này, hai người cùng hai người vợ (Sue Rogers và Wendy Cheesman) quay về Anh thành lập Team 4. Nhóm thiết kế đã nhanh chóng nổi tiếng với những thiết kế mang tính công nghiệp, kỹ thuật cao.
Năm 1967, Team 4 tan rã, Rogers chuyển sang cộng tác cùng Renzo Piano